# Adam Shulman
Pour les articles homonymes, voir Shulman.
Adam Shulman, né le 2 avril 1981 à New York (États-Unis), est un acteur de séries américaines. Il est connu pour avoir tenu le rôle de Enos Strate dans Shérif, fais-moi peur : Naissance d'une légende. Il est désormais marié à l'actrice américaine Anne Hathaway depuis le 29 septembre 2012. Le 24 mars 2016 naît leur premier enfant, prénommé Jonathan Rosebanks. En novembre 2019 naît leur deuxième enfant, prénommé Jack Rosebanks.

## Biographie
Pendant l'été 2001, il participe au programme d'apprenti du Festival de théâtre de Williamstown. Il s'inscrit à l'institut de théâtre national d'Eugene O'Neill pour le semestre 2001, puis il participe au programme d'été « Vue et bruit » de la New York University. 
En 2003, il sort de l'Université Brown. Il commence sa carrière d'acteur par plusieurs apparitions dans la série Mes plus belles années.

## Filmographie

### Cinéma
- 2008 :  The Gold Lunch de Joanna Kerns (court métrage) : Waiter

### Télévision

#### Téléfilms
- 2007 : Shérif, fais-moi peur : Naissance d'une légende (The Dukes of Hazzard: The Beginning) de Robert Berlinger : Enos Strate

#### Séries télévisées
- 2005 : Mes plus belles années (American Dreams) : Paul O'Bannon (saison 3 - Épisodes 10 à 17)
- 2006 : À la Maison-Blanche (The West Wing) : Le jeune voteur numéro 1 (saison 7 - Épisodes 12)